# 현대 세븐
세븐(영어: SEVEN)은 현대자동차의 전용 전기차 플랫폼 기반 대형 SUV 콘셉트카이다.

## 상세
2021년 11월 4일, 티저 이미지 공개 후 11월 17일 2021 LA 오토쇼에서 공개됐다. 외관은 낮은 후드 전면부터 루프까지 이어지는 하나의 곡선과 긴 휠베이스 특징이다. 또한, 파라메트릭 픽셀 디자인이 적용된 헤드램프, 리어램프 등이 적용됐으며, 23인치 휠에는 주행거리 연장에 도움을 주는 액티브 에어 플랩이 내장되었다. 외관 컬러는 오로라에서 영감을 얻은 녹색 계열의 어스 이오노스피어가 적용됐다.
실내는 운전석 쪽에 하나의 도어, 조수석 쪽에 기둥이 없는 코치 도어를 적용해 실내 공간을 구성했으며, 유선형의 루프 라인, 3.2m의 긴 휠베이스, 3열까지 이어진 플랫 플로어가 넓은 공간을 연출한다. 또한, 전자 변속기 '컨트롤 스틱', 스위블링 라운지 체어, 27인치 디스플레이가 장착된 이동식 콘솔 ‘유니버셜 아일랜드’, 차량 루프에 설치된 77인치 비전루프 디스플레이 등이 적용됐다. 이 외에도 하이진 공기 순환 시스템, UVC 살균 모드가 탑재됐다.

## 같이 보기
- 현대자동차
- 아이오닉 5
- E-GMP
- 콘셉트카